# Gitarijada Vojvodine Kisač
Gitarijada Vojvodine Kisač je muzička manifestacija koja prvi put organizovana 2014.u Kisaču naselju gradske opštine Novi Sad. U pitanju je festival takmičasko revijalnog karaktera sa pratećim programom.

## Festival
Gitarijade Vojvodine Kisač nastaje 2014. godine sa idejom da se posle četrdeset godina vrati zvanična gitarijada u ovo novosadsko naselje. Prvobitna gitarijada u Kisaču bila je odžana dve godine za redom 1974. i 1975. godine, nakon čega je festival ukinut. 
Glavni deo festivala je takmičarskog karaktera, u glavnom takmičarskom programu nadmeću se mladi neafirmisani bendovi koji se u periodu od tri meseca pre početka festivala prijavljuju, prilikom čega je neophodno da prilože tri autorske kompozicije i osnovne informacije o bendu.
U oviru festivala, pored takmičarskog dela organizuju se i koncerti popularnih rok bendova iz zemlje i regiona.

## Koncerti
Neki od bendova koji su gostovali na festivalu:
- YU grupa
- Riblja čorba
- Ritam nereda
- Zbogom Brus Li
- Divlje jagode
- Kerber
- Atomsko sklonište
- Valentino
- Đorđe David